# Ruta Nacional 1V09 (Argentina)
La Ruta Nacional 1V09 es una carretera argentina que se ubica en el centro de la república. Tiene orientación este-oeste.

Su inicio se encuentra en el primer anillo de circunvalación ( RN A-008 ) de ciudad de Rosario, provincia de Santa Fe y finaliza en la Avenida de Circunvalación de la ciudad de Córdoba, en la provincia homónima.
Tiene una extensión aproximada de 400 km y es el remanente de la antigua  RN 9 .

Es una ruta intensamente utilizada, en su mayoría, por tráfico local, entre las poblaciones contiguas o distantes a pocos kilómetros, entre sí. El tráfico de larga distancia en reducido debido a que el tiempo que insume unir sus extremos, es considerablemente mayor que el de su paralela: la  RN 9 , debido, fundamentalmente a que esta ruta discurre por las áreas céntricas de las localidades que se encuentran a lo largo de su derrotero, ya que su trazado fue construido paralelo al trazado de las vías del Ferrocarril Central Argentino, sin embargo no está exenta de este tipo de tráfico debido a que algunos usuarios, van recorriendo las localidades en forma secuencial y obligada.

## Localidades
A lo largo de su trazado, esta ruta alcanza las poblaciones que se detallan a continuación:

### Provincia de Santa Fe
- Rosario, Funes, Roldán, San Jerónimo Sud, Carcarañá, Correa, Cañada de Gómez, Armstrong, Tortugas

### Provincia de Córdoba
- General Roca, Marcos Juárez, Leones, San Marcos Sud, Bell Ville, Morrison, Ballesteros, Villa María, Tío Pujio, James Craik, Oliva, Oncativo, Manfredi, Laguna Larga, Pilar, Río Segundo, Toledo, Córdoba.

## Recorrido
|  |  |  | CONTg |

|  |  | RMCONTgq | SKRZ-Mu | RMCONTfq |  |

|  |  |  | BHF |

|  |  |  | BHF |

|  |  |  | TBHFaq | CONTfq |  |

|  |  |  | BHF |

|  |  | CONTgq | TBHF | CONTfq |  |

|  |  |  | BHF |

|  |  |  | TBHFaq | CONTfq |  |

|  |  |  | BHF |

|  |  |  | ABZgl+l | CONTfq |  |

|  |  | CONTgq | TBHF | CONTfq |  |

|  |  |  | CONTf |

- Datos: Q118721098